# الندال (داکوتای شمالی)
الندال(به انگلیسی: Ellendale) شهری در ایالت داکوتای شمالی کشور ایالات متحده آمریکا است که جمعیت آن در سرشماری سال ۲۰۱۰ میلادی، ۱٬۳۹۴ نفر بوده‌است.